# Seria MF 67 RATP
MF 67 - model elektrycznego zespołu trakcyjnego eksploatowanego przez RATP w metrze paryskim. Jest to najczęściej spotykany typ taboru w sieci metra paryskiego, używany na liniach 3, 3 bis, 10 i 12. W sumie zbudowano 1482 wagony i połączono w składy po 5 wagonów w każdym. Początkowo obsługiwały ruch na linii 2, 5 i 7.
Na liniach 2, 5 i 9 wagony MF 67 zostały zastąpione przez nowsze wagony typu MF 01, ponieważ były już mocno wysłużone (pierwsze wagony dostarczono w roku 1967/1968). Od 1995 roku pociągi MF 67 były modernizowane.

## Parametry techniczne
- Zestawy wagonów dostarczono w ilości 297 sztuk (1482 wagony w tym 9 rezerwowych)
- Konfiguracja M + R + M + R + M (z wyjątkiem linii 3 bis M + R + M)
- Długość: 15,145mm (wszystkie silnikowe), 14,390mm
- Maksymalna szerokość: 2,40m
- Moc: 1272 kW (12 silników trakcyjnych na podwójnym wózkach silnikowych) lub (6 silników trakcyjnych na jednym wózku silnikowym)
- Hamulec: hamulec reostatyczny i hamulec elektryczny w serii E i F
- Wózki: pojedyncze lub podwójne z zawieszeniem pnematycznym na serii E i F
- Maksymalna prędkość: 80 km/h
- Dozwolona prędkość 70 km/h
- Drzwi: 4 drzwi po obu stronach, otwieranie ręczne, otwarcie szerokie na 1300 mm
- Klimatyzacja: brak